# Ignacy Grabowski (1873–1944)

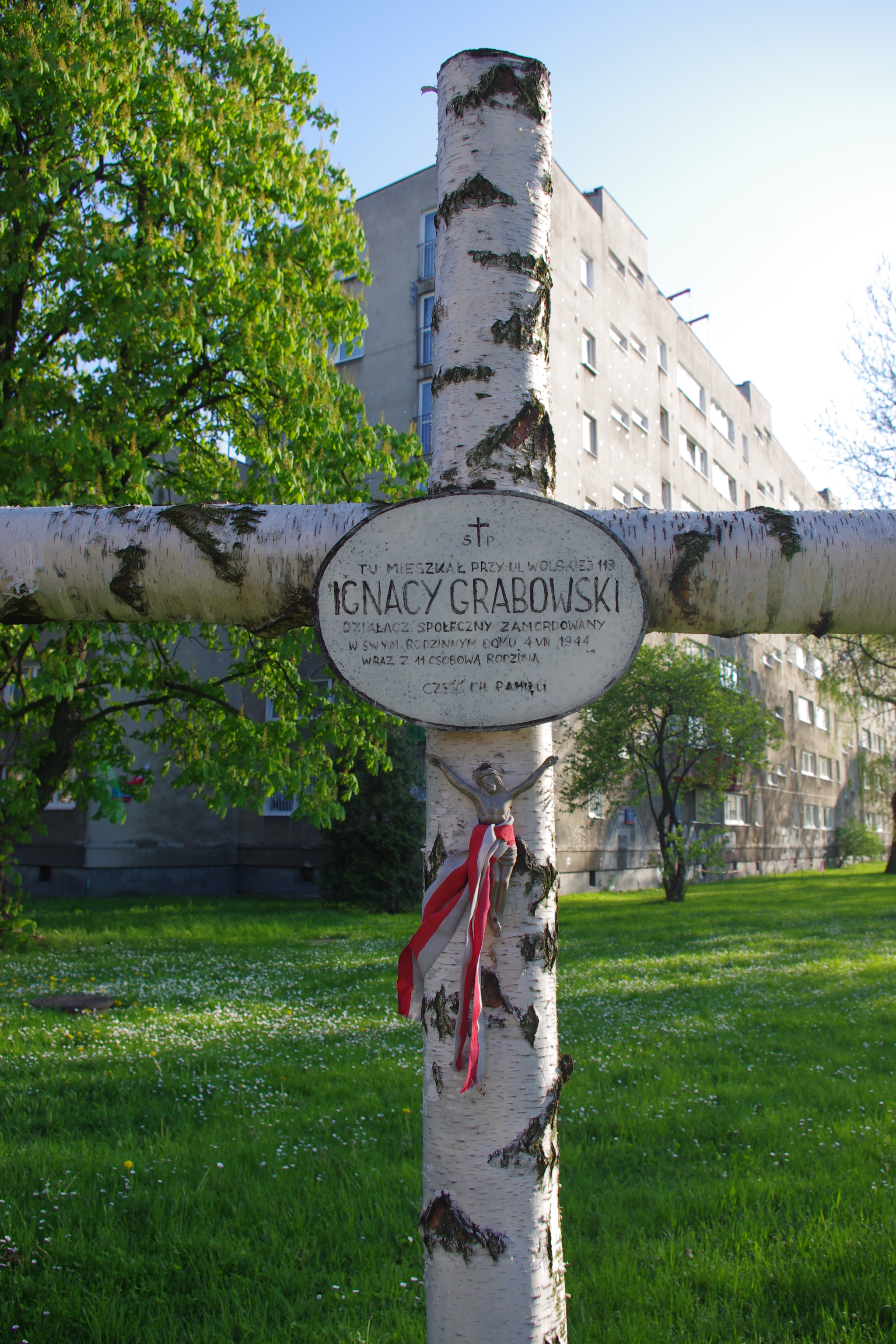
Brzozowy krzyż u wylotu ul. Grabowskiej, po jej lewej stronie przy budynku Wolska 113 w Warszawie, upamiętniający Ignacego Grabowskiego zamordowanego w tym miejscu, podczas powstania warszawskiego

Ignacy Grabowski (ur. 26 lipca 1873, zm. 4 sierpnia 1944 w Warszawie) – polski działacz społeczny, kamienicznik, właściciel ziemi na terenie obecnego osiedla Odolany na warszawskiej Woli.
W latach 1905–1914 był podwójcim, a następnie ostatnim wójtem gminy Czyste przed jej włączeniem w 1916 r. w granice Warszawy. W 1915 r. objął i piastował do końca I wojny światowej funkcję komisarza Straży Obywatelskiej w Okręgu XXII Wola, której komenda mieściła się przy Szosie Kaliskiej 160. W 1916 r. należał do inicjatorów powstania Towarzystwa Przyjaciół Woli, w którego władzach pełnił m.in. funkcje: członka zarządu (1919–1920), przewodniczącego komisji własności nieruchomej (1936–1937) i członka komisji technicznej (1937–1938). Był też członkiem założonego w 1927 r. Polskiego Związku Producentów Warzyw.
Wchodził w skład komitetu redakcyjnego księgi pamiątkowej Wola ongi i dziś, wydanej w 1938 roku z okazji 20-lecia TPW. Zamieścił w niej wspomnienia o życiu środowiska właścicieli gospodarstw ogrodniczych na zachodnich peryferiach Warszawy w schyłkowym okresie władzy zaborczej Rosjan. Inny współautor tej publikacji nazwał go tam "chodzącą kroniką przeszłości Woli".
Został zamordowany z 11-osobową rodziną w swoim domu przy ul. Wolskiej 113 podczas rzezi Woli na początku powstania warszawskiego. Upamiętnia go krzyż brzozowy przy ul. Grabowskiej w Warszawie oraz inskrypcja symboliczna na nagrobku rodzinnym na cmentarzu Powązkowskim (kwatera 6-6-6/7).